# Jeunes Filles au couvent
Pour plus de détails, voir Fiche technique et Distribution.
Jeunes Filles au couvent (Die Klosterschülerinnen) est un film érotique franco-allemand réalisé par Eberhard Schröder et sorti en 1971.

## Synopsis
La vénérable mère supérieure règne en maître dans son école monastique bavaroise, où la pudeur et la piété, associées à la théologie morale du XIXe siècle, sont les maximes les plus importantes à transmettre aux jeunes filles en pleine croissance, qui sont pourtant exposées à de nombreuses tentations dans le monde blasphématoire du « dehors ». Les quelque 120 élèves du couvent sont enseignées par des religieuses ferventes. Mais les jeunes filles, avides de vivre, ne prennent pas tout cela au sérieux : elles en sont au stade de l'expérimentation, veulent essayer tout ce qui est amusant, et cela comprend bien sûr l'amour, le sexe et le plaisir de leur propre corps ainsi que de celui de leurs camarades du même sexe.
Gundula et Edith, par exemple, sont des jeunes filles précoces qui veulent explorer la vie en dehors des murs du couvent. Une nuit, elles se débarrassent de leurs vêtements d'école de couvent et s'habillent de manière moderne et aguichante, comme le font les jeunes du même âge à l'extérieur. Elles franchissent le mur de l'établissement et se retrouvent dans la discothèque la plus proche pour faire la connaissance de quelques garçons sympathiques et volontaires, comme Tommy Decker par exemple. Lorsqu'elles sont ramenées derrière les murs du couvent à bord d'une Volkswagen d'étudiant déglinguée, elles doivent cependant constater qu'une voiture aussi petite et inconfortable n'est qu'un piètre substitut au lit. Harriet et Gerda, quant à elles, veulent tester concrètement si l'amour entre une femme et une autre est pervers, si l'onanisme est un péché et si l'acte sexuel entre deux célibataires est vraiment de la fornication, comme le prétend Sœur Barbara avec un ton de conviction. Eh bien, les deux belles s'amusent ensemble et en tirent des expériences totalement différentes. Mais certaines jeunes filles doivent aussi faire des expériences terribles ; ainsi, la conseillère d'études Frisch abuse de sa position de pouvoir et drogue une jeune fille pour assouvir sur elle ses penchants lesbiens.

## Fiche technique
- Titre français : Jeunes Filles au couvent ou Jeunes Filles au château ou Le Château[1]
- Titre original : Die Klosterschülerinnen[2]
- Réalisation : Eberhard Schröder
- Scénario : Werner P. Zibaso, Michel Gast
- Photographie : Helmut Meewes
- Montage : Ingeborg Taschner
- Musique : Giorgio Moroder
- Production : Horst Hächler, Jan Le Roy
- Studio de production : TV 13 Fernseh- und Filmgesellschaft mbH (Munich), Société nouvelle de doublage (St. Quentin)
- Pays de production :  Allemagne de l'Ouest -  France
- Langue originale : allemand
- Format : couleurs par Eastmancolor - 1,66:1 - Son mono - 35 mm
- Genre : film érotique
- Durée : 91 minutes
- Dates de sortie :
  - Allemagne de l'Ouest : 28 janvier 1972
  - France : 5 avril 1973

## Distribution
- Doris Arden : Sœur Amalthea
- Sascha Hehn : Tommy Decker
- Ulrich Beiger : Alwin Achsmann
- Josef Moosholzer : Pedell Mooshammer
- Enzi Fuchs : Sœur Barbara
- Ellen Frank : Mère supérieure
- Elisabeth Volkmann : Conseillère d'études Frisch
- Felix Franchy : Johannes
- Gudrun Vaupel : Sœur Irmgardis
- Klaus Bradke : Friedel
- Nadine de Ramgot : Armgard
- Brigitte Knuth : Sœur Genoveva
- Bertram Edelmann : Max
- Kristina Nel : Eva-Maria
- Astrid Boner : Käthe Malzahn
- Jörg Nagel : Bartel
- Helga Marlo : Luise Achsmann